# Liste der Auslandsvertretungen Dominicas

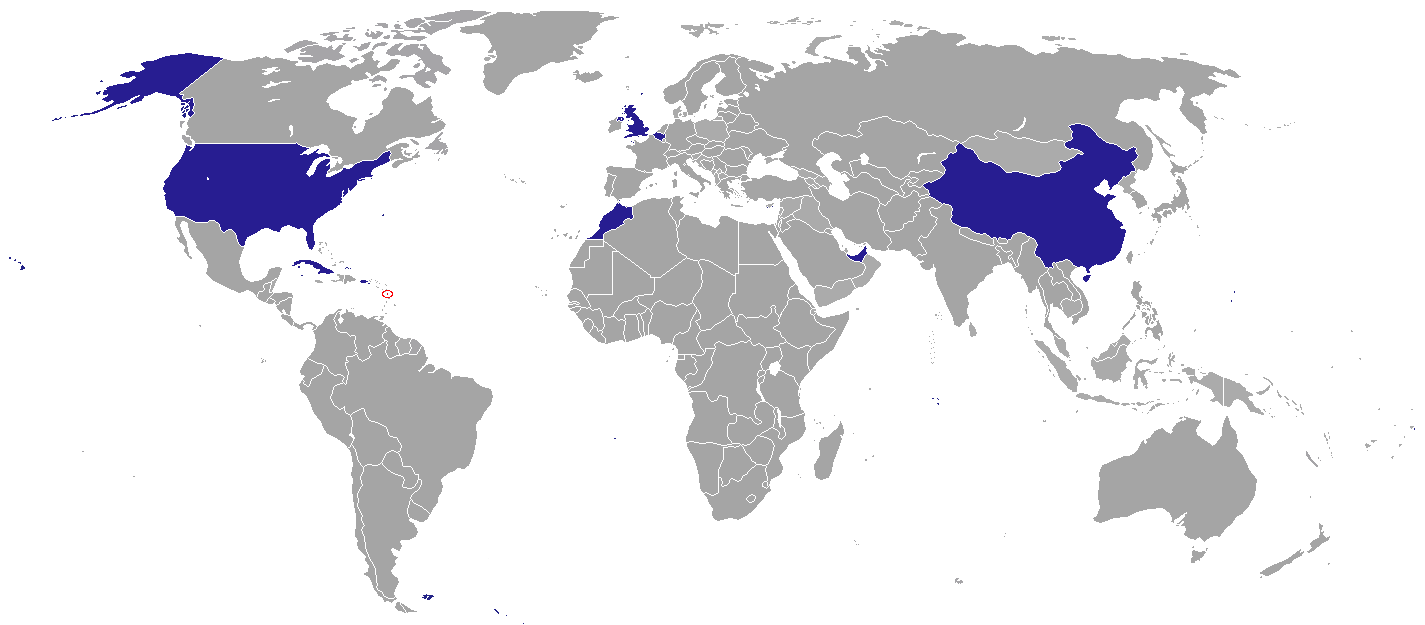
Standorte der diplomatischen Vertretungen Dominicas

Dies ist eine Liste der diplomatischen und konsularischen Vertretungen Dominicas.

## Diplomatische und konsularische Vertretungen

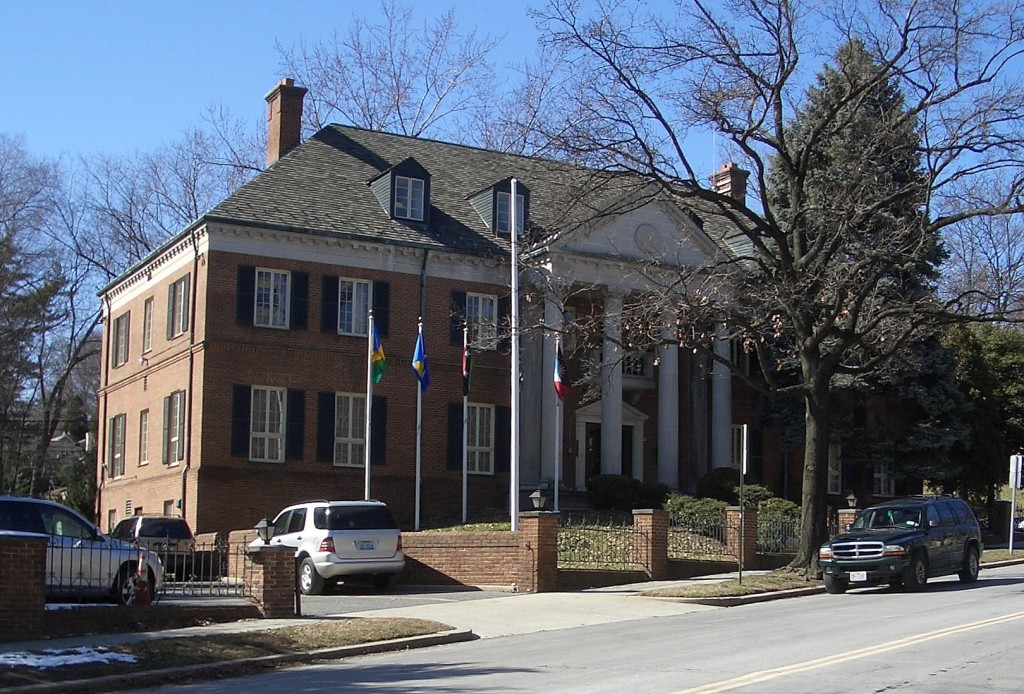
Botschaft Dominicas in Washington, D.C.

### Afrika
- Marokko: Rabat, Botschaft[2]

### Amerika
- Kuba: Havanna, Botschaft
- Kanada: Ottawa, Hohe Kommission
- Vereinigte Staaten: Washington, D.C., Botschaft
- Vereinigte Staaten: New York, Konsulat

### Asien
- Volksrepublik China: Peking, Botschaft

### Europa
- Belgien: Brüssel, Botschaft
- Vereinigtes Königreich: London, Hohe Kommission

## Vertretungen bei internationalen Organisationen
- Europäische Union: Brüssel, Mission
- Vereinte Nationen: New York, Ständige Mission
- OAS: Washington, D.C., Ständige Mission